# ジェイ・パワーシステムズ
株式会社ジェイ・パワーシステムズは、茨城県日立市に本社を置く企業。送電・配電用電力ケーブル、架空送電線の製造・販売・工事を行う。

## 沿革
- 2001年（平成13年）7月 - 株式会社ジェイ・パワーシステムズ設立。
- 2001年（平成13年）10月1日 - 住友電気工業と日立電線の電力事業部門を統合、営業開始。
- 2003年（平成15年）10月 - 地中線工事部門統合。
- 2004年（平成16年）10月 - 国内電力営業部門統合。
- 2014年（平成26年）4月1日 -  日立金属持分株式をすべて住友電気工業に譲渡。住友電気工業の完全子会社となる。

## 諸問題
- 2009年（平成21年）1月29日、ジェイ・パワーシステムズ、ビスキャス、エクシムの3社が公正取引委員会の立ち入り検査を受けた。「高圧・特別高圧電力ケーブルの製造販売業者らは、共同して、受注予定者を決定し、製造販売業者らの受注割合を決定している疑いがある」というもの。国際的な価格カルテルを結んだ疑いが高い。同社では検査には全面的に協力すると発表している[2]。

## 事業所所在地
- 本社[3]
  - 茨城県日立市日高町5-1-1
- 生産拠点事業所[3]
  - 豊浦事業所（茨城県日立市川尻町4-10-1） - 架空送電線、電力情報システム他
  - 日高事業所（茨城県日立市日高町5-1-1） - CVケーブル、配電線、送配電用機器
  - 大阪事業所（大阪府大阪市此花区島屋1-1-3） - 海底ケーブル、OFケーブル、CVケーブル、配電線、送配電用機器、電力情報システム
  - みなと工場（茨城県日立市久慈町4-5862-2） - 海底ケーブル